# Catherine de Habsbourg
Catherine de Habsbourg, née en octobre 1295 à Vienne et morte le 15 janvier 1323 à Naples,, est une princesse de la maison de Habsbourg, fille d'Albert Ier, roi des Romains, et d'Élisabeth de Goritz. Elle fut duchesse consort de Calabre grâce à son mariage avec le duc Charles d'Anjou.

## Biographie

### Famille
Catherine est le septième enfant et la quatrième fille d'Albert Ier de Habsbourg (1255-1308), duc d'Autriche qui est élu roi des Romains en 1298, issue du mariage avec Élisabeth (1262-1313), fille du comte Meinhard de Goritz. Elle est la sœur de :
- Anne d'Autriche (1280-1327), successivement mariée avec le margrave Hermann Ier de Brandebourg et avec Henri VI le Bon, duc de Wroclaw[2] ;
- Agnès de Habsbourg (1281-1364), reine consort de Hongrie de 1296 à 1301[2] par son mariage avec le roi André III Árpád ;
- Rodolphe III de Habsbourg (1282-1307)[2], duc d'Autriche et roi de Bohême ;
- Élisabeth d'Autriche (1285-1352), duchesse consort de Lorraine par son mariage avec le duc Ferry IV et régente de ce duché de 1328 à 1334[2] ;
- Frédéric Ier le Bel (1286-1330)[2], duc d'Autriche, élu roi des Romains en 1314 ;
- Léopold Ier le Glorieux (1290-1326), « l'épée des Habsbourg », duc d'Autriche[2] ;
- Albert II le Sage (1298–1358), duc d'Autriche de 1330 à 1358[2] et duc de Carinthie de 1335 à 1358 ;
- Henri le Doux (1299-1327)[2], duc d’Autriche ;
- Othon (1301-1339), duc d'Autriche[2] ;
- Judith d'Autriche (1302-1329), épouse en 1319, Louis VII comte d'Oettingen (mort en 1346)[2] ;
- et d'une dizaine d'autres enfants morts en bas âge[2].

### Mariage
Comme les archives d'État de Turin le relate, Catherine était fiancée au prince Philippe de Piémont, dont la première femme Isabelle de Villehardouin est décédée le 23 janvier 1312. Philippe, toutefois, se remariait avec Catherine de la Tour du Pin le 7 mai 1312.
En lieu et place, les Habsbourg, au cours du rapprochement vers la maison de Luxembourg, prévoyaient de marier la jeune femme à l'empereur Henri VII, veuf de Marguerite de Brabant décédée le 14 décembre 1311. Le cortège nuptial était déjà en route pour l'Italie, lorsque l'empereur a succombé à la malaria dans le camp de Buonconvento, aux environs de Sienne. Ensuite, la belle-sœur de Catherine, Isabelle d'Aragon se livra aux fiançailles de celle-ci avec Pierre II, fils du roi Frédéric II de Sicile.

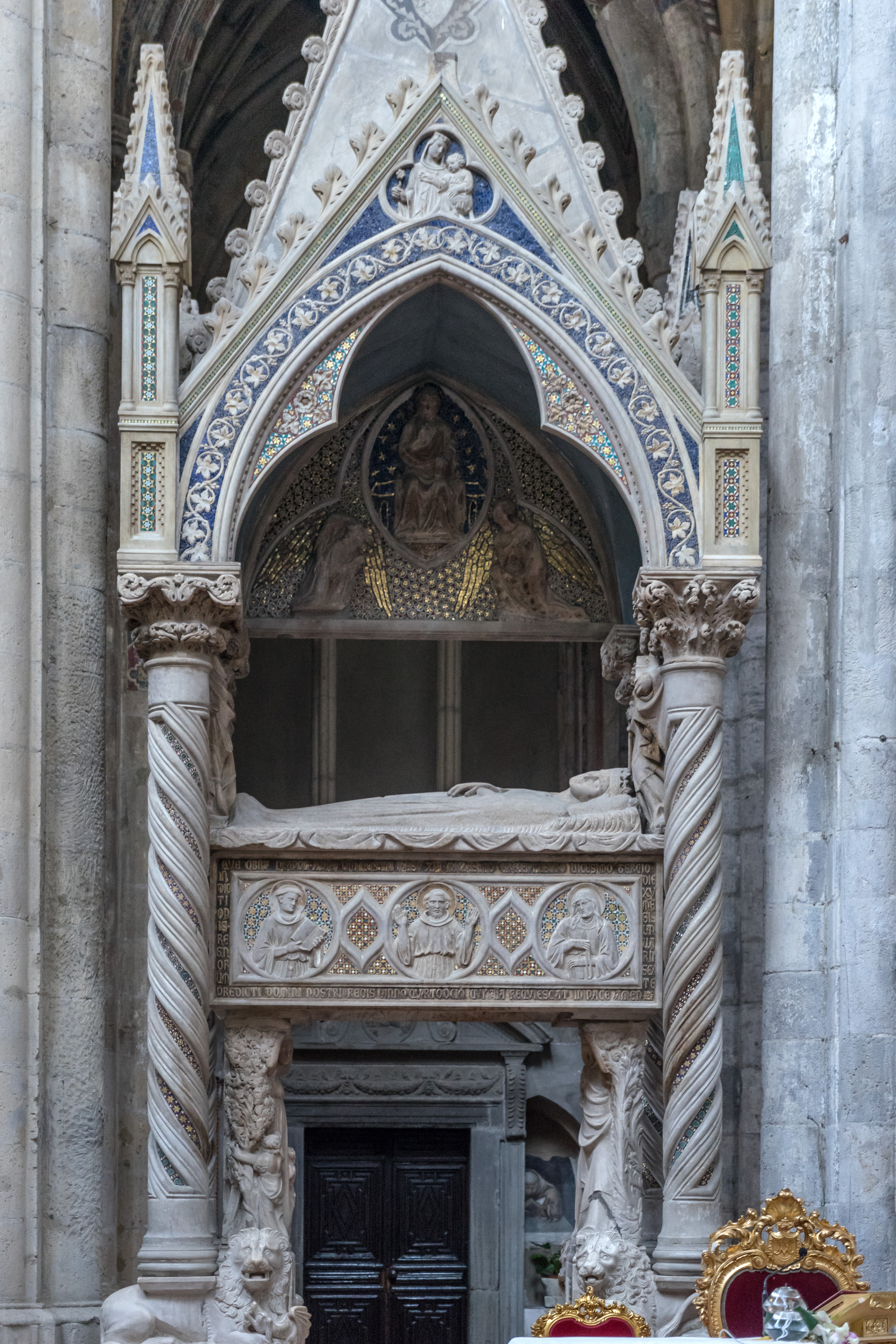
Tombeau de Catherine, basilique San Lorenzo Maggiore.

Finalement, en 1316, son frère Frédéric le Bel, dans le cadre de la politique impériale italienne, la donna au duc Charles de Calabre pour femme. Néanmoins, le couple resta sans enfants. Catherine mourut à Naples sept ans plus tard et fut enterrée dans la basilique San Lorenzo Maggiore. Charles se remaria en 1324 avec Marie, fille du comte Charles de Valois.